# Franz Lazi
Franz Lazi (* 28. Februar 1922 in Freudenstadt; † 24. Oktober 1998 in Stuttgart) war ein deutscher Industrie- und Werbefotograf sowie Dokumentarfilmer.

## Leben
Franz Lazi war Sohn des Fotografen Adolf Lazi (1884–1955).
Nach dem Umzug mit der Familie nach Stuttgart besuchte er dort die Freie Waldorfschule.
Lazi wurde im Fotostudio seines Vaters Adolf ausgebildet. Adolf Lazi gehörte neben Albert Renger-Patzsch und Hans Finsler zu den Vertretern der neusachlichen Fotografie der 1920er und 1930er Jahre; berühmt geworden sind seine 1936 entstandenen Aufnahmen der Innenräume des Zeppelins „Hindenburg“ (LZ 129). Adolf Lazis Sohn Franz gründete 1949 sein eigenes Atelier in der Charlottenstraße 29 in Stuttgart. Bereits ein Jahr später durfte er für das Landesgewerbeamt Stuttgart die Katalogaufnahmen zur Ausstellung „Glas aus Württemberg-Baden“ im Landesgewerbemuseum Stuttgart fertigen. Ab 1963 drehte er Experimental- und Werbefilme, später viele erfolgreiche Dokumentarfilme. Er unternahm zahlreiche Film-Expeditionen in entlegene oder unwirtliche Gegenden, unter anderem zu mehreren Vulkanen und zum Südpol.

## Rezeption
Lazi zählte zu den Wegbereitern des Berufsstandes der „Freischaffenden Fotografen“ in der Bundesrepublik. Neben seinem Wirken als Werbefotograf machte er sich seit Mitte der 1960er Jahre vor allem als Dokumentarfilmer einen Namen.
Franz Lazi war seit Anfang der 1960er Jahre bis zu seinem Tod enger Vertrauter von Walter E. Lautenbacher, dem Gründer und Initiator des Bund Freischaffender Foto-Designer (BFF), dessen Gründungsmitglied Lazi gewesen war.

## Berufung, Mitgliedschaften, Ehrungen und Ausstellungen (Auswahl)
- 1951: Berufung in die Gesellschaft Deutscher Lichtbildner (GDL)
- 1952: Berufung in die Deutsche Gesellschaft für Photographie (DGPh)
- 1957: Silbermedaille bei der Stuttgarter Bildausstellung Deutscher Berufsphotographen „PHOTO 57“
- 1962: Mitgliedschaft im British Institute for Professional Photography (BIPP)
- 1967: Ehrenmitgliedschaft in der Professional Photographers Association of Northern Ireland (PPANI)
- 1968: Verdienstauszeichnung (Certificate of Merit) von den Professional Photographers of America
- 1981: Verleihung des Bundesverdienstkreuzes für Verdienste um die deutsche Fotografie im Ausland
- 1986: Ehrenmitgliedschaft im Bund Freischaffender Foto-Designer (BFF / vormals Bund Freischaffender Fotografen)
- 1994 veröffentlichte der BFF eine Cinderella-Briefmarke (siehe Abbildung) zum 25-jährigen Bestehen des Berufsverbands Bund Freischaffender Foto-Designer. Die Marke zeigt die Konterfeis von Walter E. Lautenbacher, Franz Lazi und Ludwig Windstoßer, die 1969 den Gründungsvorstand bildeten.
- 1992: „Franz Lazi – ein Leben für die Fotografie“, Ausstellung im Haus der Wirtschaft Stuttgart 1992.
- 1995: „Werbefotografie der Fünfziger Jahre“, Ausstellung im Museum für Kunst und Kulturgeschichte Dortmund 1995
- 2022: „Franz Lazi – Moderne und Postmoderne Fotografie des 20. Jahrhunderts“, Ausstellung im Stadtarchiv Leinfelden-Echterdingen 2022[7]